# カラ山

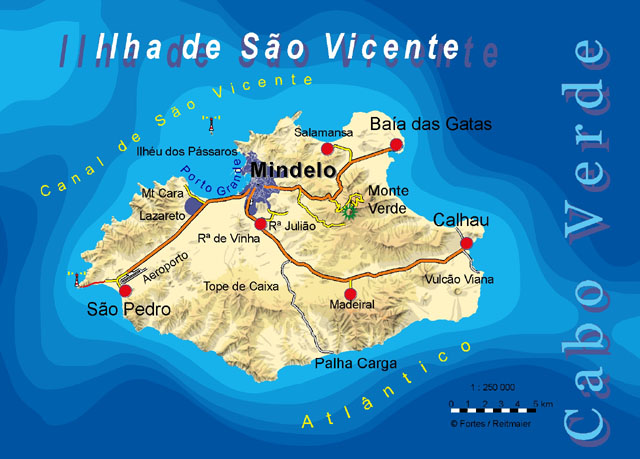
サン・ヴィセンテ島の全島地図。島の北西部にMt.Caraと書かれている場所がカラ山。

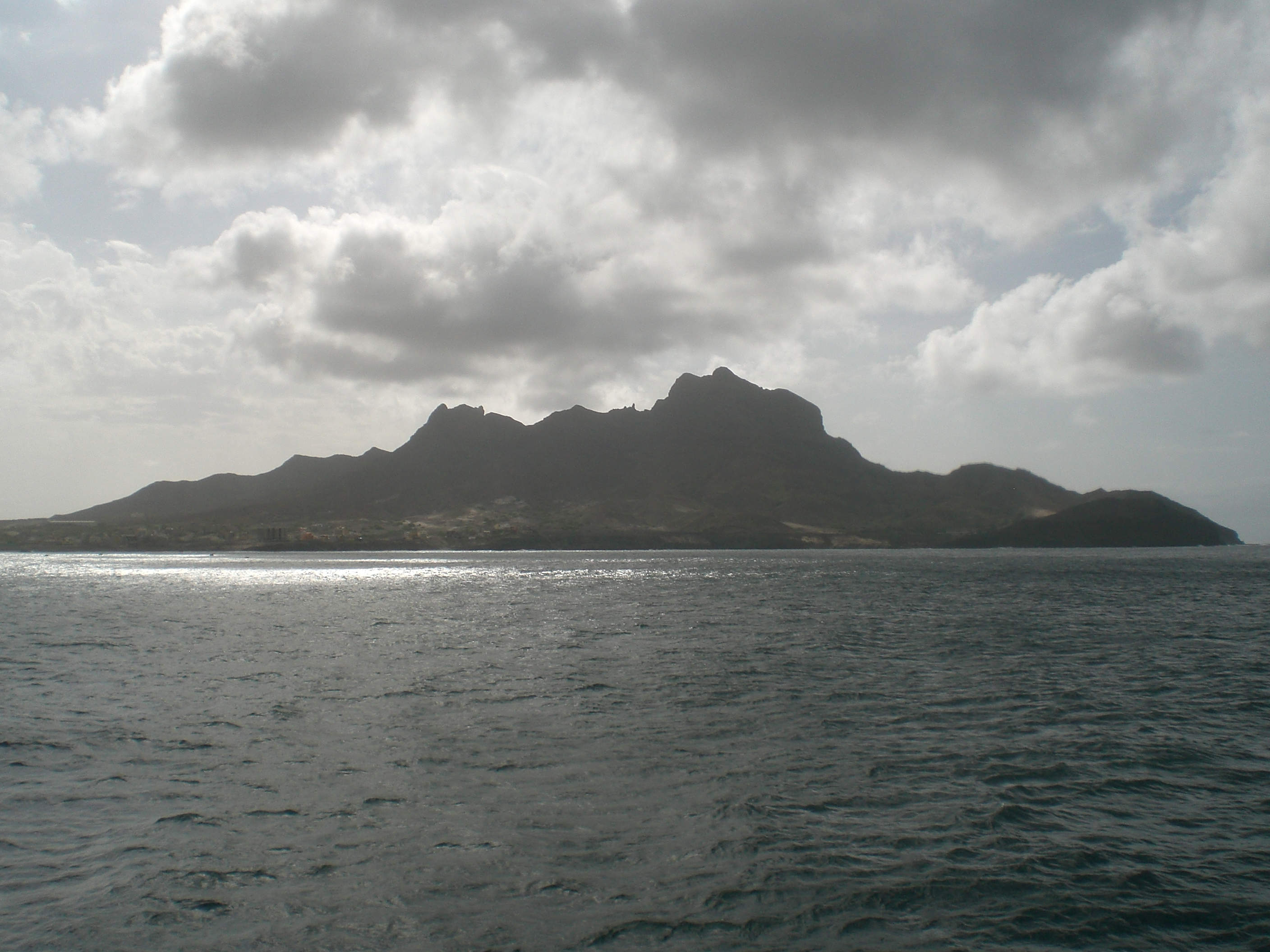
カラ山の全景。

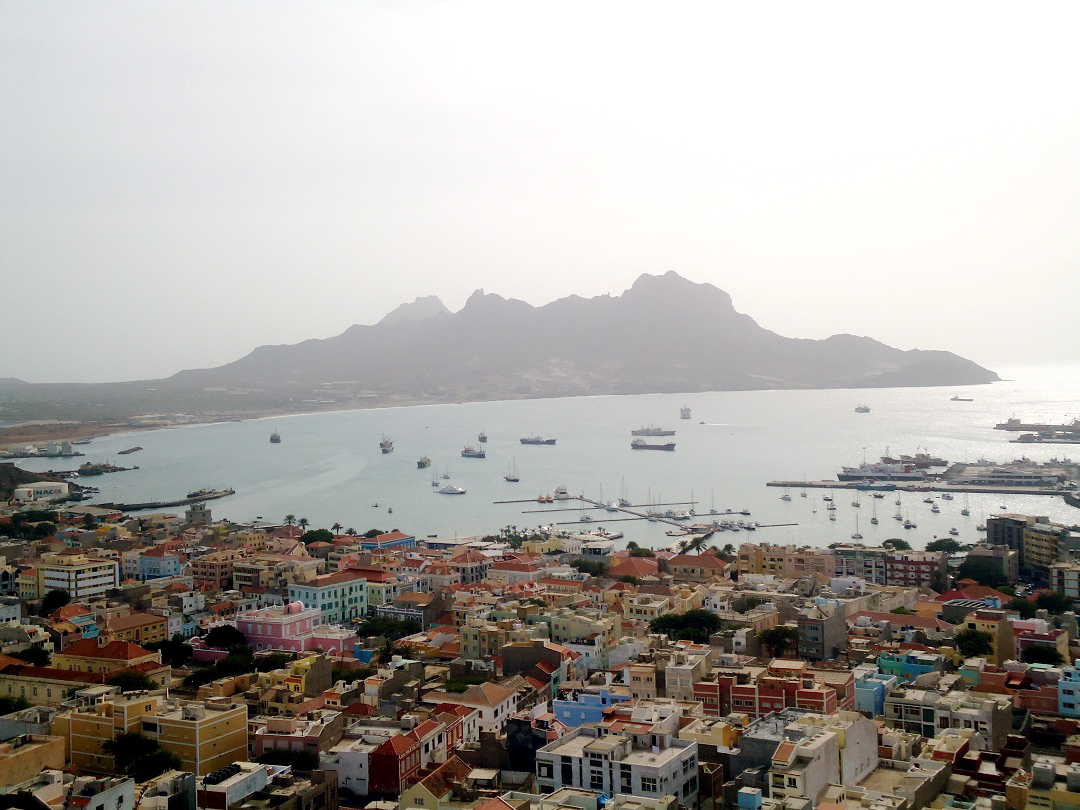
ミンデロの町から見たカラ山。ほぼ西の方向にカメラを向けて撮影している。

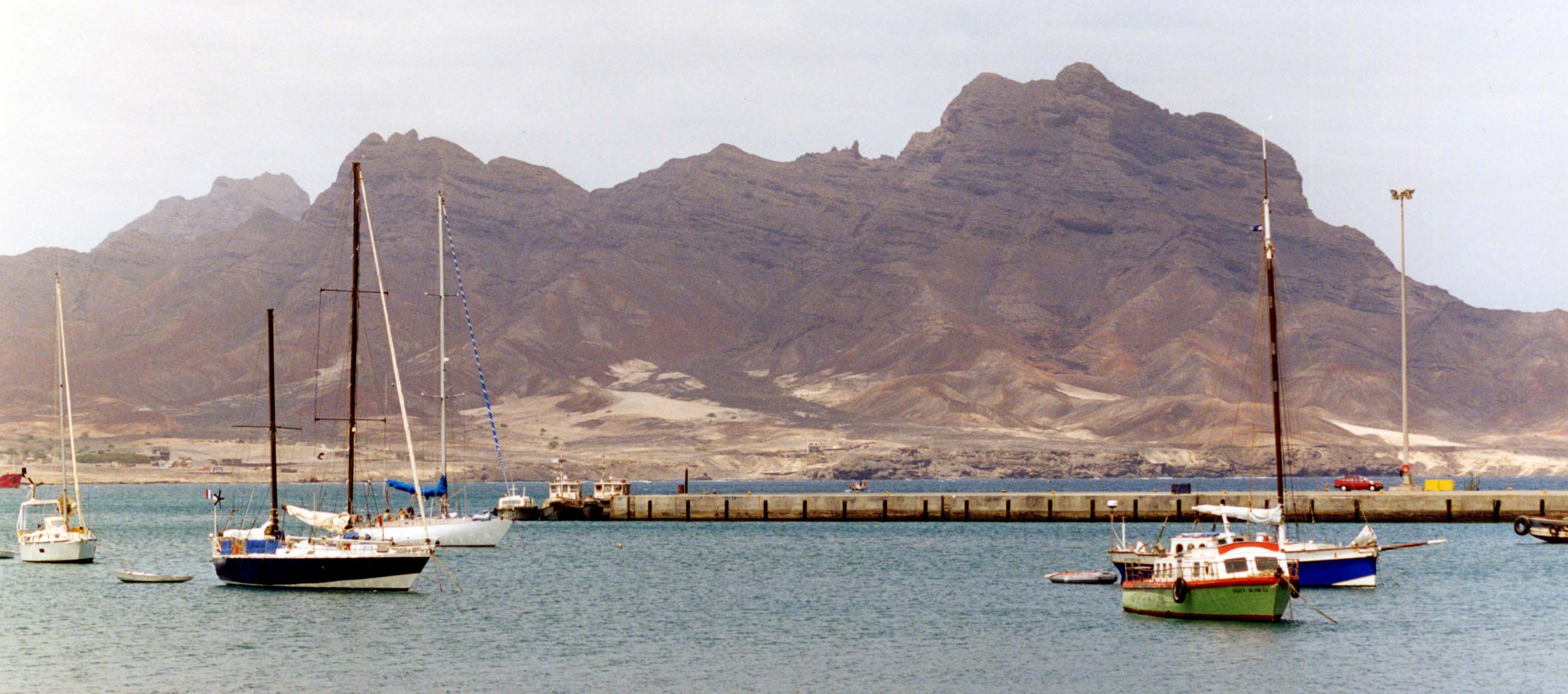
ミンデロの町の港から見た、対岸のカラ山。

カラ山（ポルトガル語、Monte Cara）とは、アフリカ大陸のすぐ西の大西洋上に位置する、サン・ヴィセンテ島に存在する山の1つである。この山の山頂の標高は約489mで、同島の北西端部にそびえている。そして、この山の北側斜面は傾斜が急で、そのまま大西洋に落ち込むような形になっており、山の麓が、そのまま海岸となっている。なお、同島で最大の都市であるミンデロからは、港湾をはさんで西方に約5kmの位置にあって、この町からカラ山を見ることは容易で、町から港の方を見れば、この山が見える。